# Скалиух, Александр Петрович
Алекса́ндр Петро́вич Скалиу́х (род. 15 июня 1994, Таганрог, Ростовская область) — российский пловец-паралимпиец. Многократный чемпион мира и Европы, рекордсмен мира. Заслуженный мастер спорта России по плаванию среди спортсменов с поражением опорно-двигательного аппарата.

## Награды
- Заслуженный мастер спорта России (2015).